# Noto (insetos)
Nos insectos, o termo noto ou notum designa a região dorsal ou tergo de cada um dos segmentos do tórax destes animais, e também cada um dos tergitos (escleritos dorsais) do tórax.

## Etimologia
O termo é uma adaptação do latim científico notum, substantivo neutro derivado do verbo noto "assinalar", "marcar", "fazer um sinal", que é um frequentativo de nosco, noscis, novi, notŭm, noscĕre, "conhecer".
Não se deve confundir com noto, "do sul", "vento do sul", derivado do latim Notus, -i, "vento do sul", nem com o prefixo noto-, tirado do grego antigo νῶτος nōtos "costas", "lombo", empregado na construção dalguns termos científicos, como notocorda.